# SC Wacker Schidlitz
SC Wacker Schidlitz was een Duitse voetbalclub uit de stad Danzig, dat na de Tweede Wereldoorlog door Polen werd ingelijfd en nu Gdańsk heet. De club kwam meer bepaald uit het stadsdeel Schidlitz.

## Geschiedenis
De club werd in 1921 opgericht. De club speelde in de Danzigse stadscompetitie en werd in 1924 kampioen van de derde klasse. In 1925 werd de club ook in de tweede klasse kampioen waardoor ze naar de hoogte klasse doorstroomden. De elite was te sterk voor de club die één keer gelijkspeelde en de andere elf competitiewedstrijden verloor. De club kon meteen terug promotie afdwingen, maar ook in 1927/28 werd de club laatste en degradeerde meteen weer. De volgende jaren speelde de club in de tweede klasse en kon niet meer promoveren.
In 1933 herstructureerde de NSDAP de hele competitie in Duitsland. Alle competities werden afgeschaft en vervangen door zestien Gauliga's. De clubs uit Danzig gingen nu in de Gauliga Ostpreußen spelen en zo verzeilde Wacker in de derde klasse. Na twee seizoenen zakte de club zelfs naar de vierde klasse. In 1937 promoveerde de club weer. Ten gevolge van een competitiehervorming speelde de club in 1938/39 in de tweede klasse.
Nadat West-Pruisen opnieuw bij Duitsland ingelijfd werd werden de clubs uit Danzig overgeheveld naar de nieuwe Gauliga Danzig-Westpreußen. De club begon in de 1. Klasse in 1940/41 en mocht als vicekampioen meteen promoveren. In de Gauliga werd de club zesde op tien clubs. Het volgende seizoen trok de club zich in april 1943 terug uit de competitie. De club had zestien wedstrijden gespeeld en stond laatste. Het volgende seizoen was de club wel weer van de partij in de 1. Klasse en eindigde in de middenmoot. In het laatste seizoen voor het einde van de Tweede Wereldoorlog speelde de club slechts één wedstrijd alvorens de competitie afgebroken werd.
Na de oorlog werd Danzig een Poolse stad en alle Duitse voetbalclubs werden opgeheven.